# Djibouti
Pour les articles homonymes, voir Djibouti (homonymie).
République de Djibouti
(ar) جُمْهُورِيَةُ جِيبُوتِي 
(so) Jamahuuriyada Jabuuti 
(aa) Gabuutih Ummuuno 

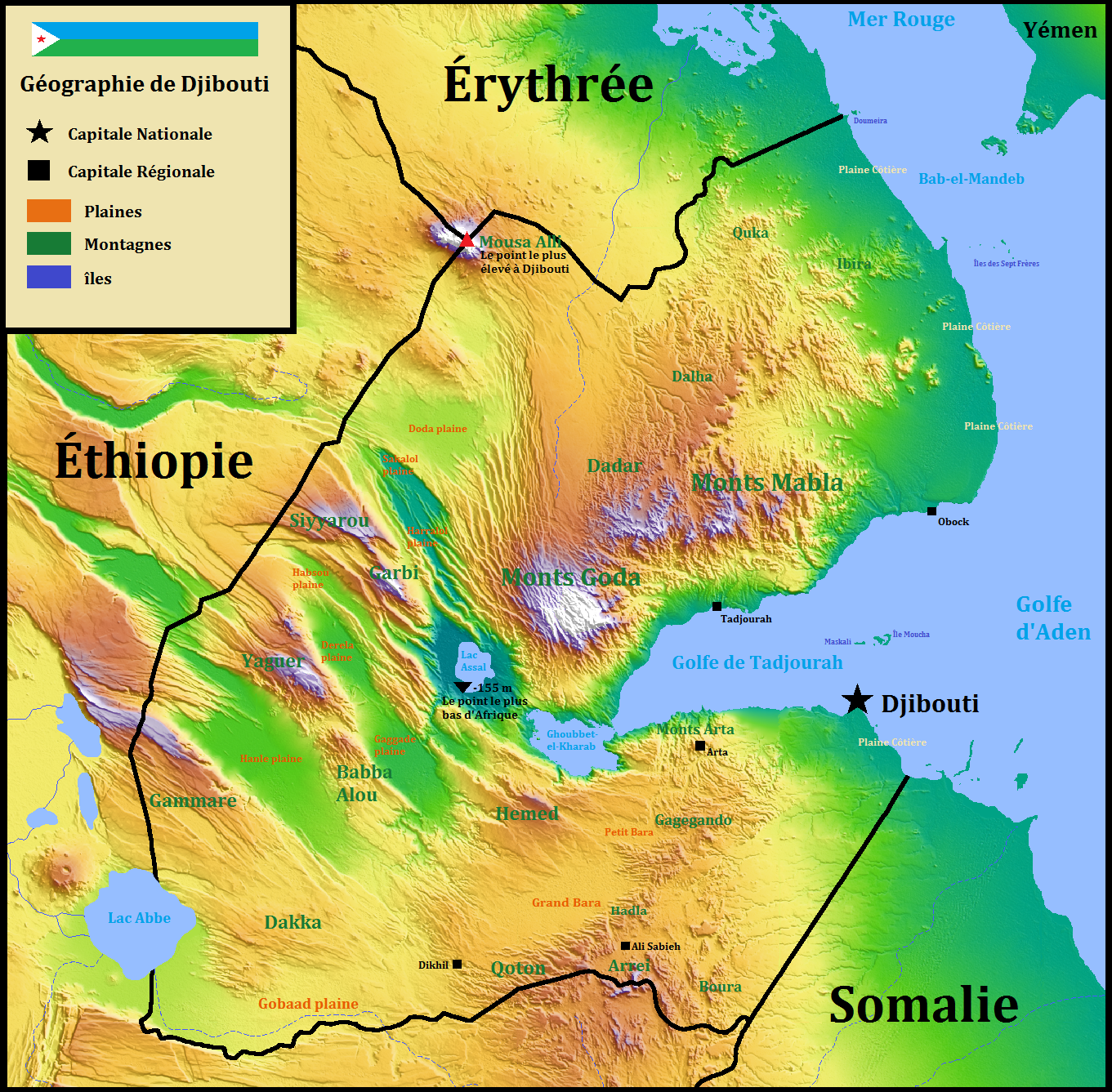
La carte de Djibouti.

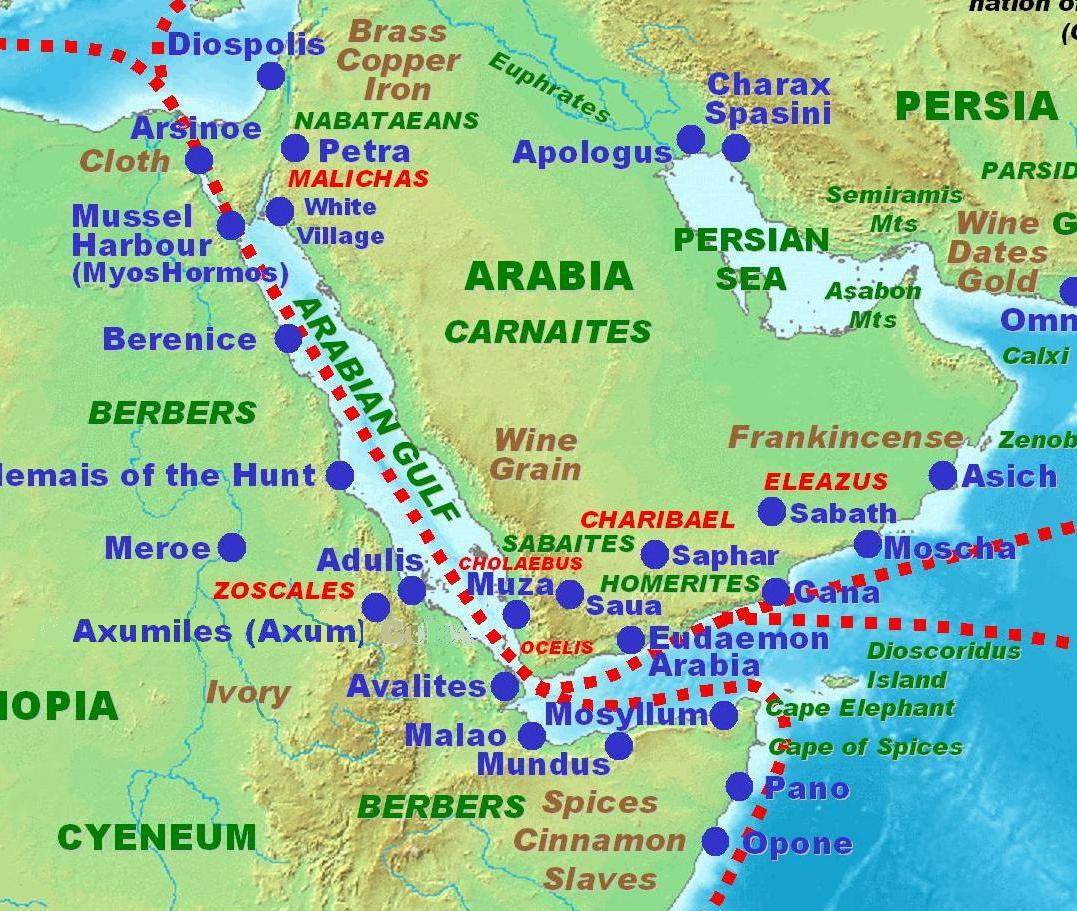
La péninsule arabique et ses environs, selon le Periplus Maris Erythraei.

Djibouti, en forme longue la république de Djibouti (en arabe : جُمْهُورِيَةُ جِيبُوتِي, Jībūtī ; en somali : Jabuuti et Jamhuuriyadda Jabuuti ; en afar : Gabuutih Ummuuno)  est un État de la Corne de l'Afrique, situé sur la côte occidentale du golfe d'Aden. Le pays dispose aussi de 37 km de côtes sur la mer Rouge, depuis le Bab el Mandeb jusqu'à la frontière  avec l'Érythrée. Il est limitrophe de la Somalie (Somaliland) au sud-est, de l'Éthiopie au sud et à l'ouest, de l'Érythrée au nord et a, au travers du détroit Bab-el-Mandeb, une frontière maritime avec le Yémen. Sa population en 2022 est estimée à environ 1 million de personnes.
Le territoire correspondant à l'actuel Djibouti s'est constitué dans le cadre de la colonisation française à partir de 1884 : territoire d'Obock et dépendances jusqu'en 1896, puis côte française des Somalis (CFS) jusqu'en 1967, puis territoire français des Afars et des Issas (TFAI), avant de devenir indépendant le 27 juin 1977, sous le nom de « République de Djibouti ».

## Histoire

### Préhistoire
Des recherches archéologiques montrent un habitat ancien. Au début du IIe millénaire, des habitants pratiquaient la chasse, une pêche intensive sans doute saisonnière accompagnée peut-être de la production de farine de poisson, ainsi que l’élevage de bovidés.
La ville la plus ancienne de la région est Zeila, actuellement au Somaliland. La première ville de l'actuel territoire est le port de Tadjourah, créée au XVIe siècle par les anciens dirigeants de Harar.

### Pays de Pount
Avec la Somalie, et le sud de l'Érythrée, l'actuel territoire djiboutien fait peut-être partie de l'ancien territoire appelé pays de Pount (ou Ta Netjeru, signifiant « la Terre de Dieu ») par les anciens Égyptiens, dont la première mention remonte au XXVe siècle av. J.-C.
La région aurait été un des habitats du peuple Harla, aujourd'hui éteint.

### Création du territoire
Le 4 juin 1859, le commerçant Henri Lambert, ancien agent consulaire de France à Aden, est assassiné dans le golfe de Tadjourah. Une mission conduite par le commandant de la station navale de la Côte orientale alors basée sur l’île de La Réunion, le vicomte Alphonse Fleuriot de Langle, arrête les coupables, remis aux autorités turques, puis envoie une délégation de notables afars à Paris. C'est avec un membre de cette délégation, le « représentant » du « sultan de Tadjourah », Dini Ahmed Abou Baker, que le 11 mars 1862, Édouard Thouvenel, alors ministre de Napoléon III, signe un traité de paix et d'amitié perpétuelle par lequel la France achète « les ports, rade et mouillage d'Obock situés près du cap Ras Bir avec la plaine qui s’étend depuis Ras Aly au sud jusqu’à Ras Doumeirah au nord » pour 10 000 thalers de Marie-Thérèse.
L'accord de mars 1862 qui cède le territoire d'Obock à la France signale le « cap Doumeirah », situé sur le territoire du sultanat de Rehayto, comme sa limite septentrionale.
La frontière littorale entre les possessions françaises et italiennes est fixée comme étant Douméra dès 1891 et confirmée en 1901. Une mission conjointe sur le terrain la valide en 1902. L'accord franco-italien de janvier 1935, dit Laval-Mussolini, prévoit la cession de ce territoire à l'Érythrée, mais il n'est jamais ratifié par l'Italie. La frontière reste donc inchangée, l'île est indivise entre les deux pays. Douméra est le prétexte de l'affrontement entre les forces érythréennes et djiboutiennes de juin 2008.
Ce n'est qu'en 1884 qu'une prise de possession réelle a lieu, avec l'arrivée du commandant Léonce Lagarde le 1er août. Il s'agit alors, dans le cadre de l'expansion coloniale française vers Madagascar et l'Indochine, de créer une escale de ravitaillement pour les navires sur une route impériale. Cependant, Léonce Lagarde étend le territoire d'Obock et dépendances sous souveraineté française à toute la côte nord du golfe de Tadjourah, qui est occupée en octobre-novembre 1884.
Après un traité sans suite avec le « sultan de Goba'ad » en janvier 1885, le 26 mars 1885, un accord avec les « chefs issas » place la côte sud sous souveraineté française. Un accord territorial avec la Grande-Bretagne, par l'échange de notes des 2 et 9 février 1888, arrête cette expansion.
C'est la même année, en 1888, qu'est créé le port de Djibouti, qui devient le chef-lieu de la nouvelle Côte française des Somalis en 1896. En 1895, la ville compte 5 000 habitants. Elle est placée sous l'autorité administrative de Bourhan Bey, fils de l'ancien gouverneur (pacha) de Zeilah, Abu Bakr Ibrahim.

### Jusqu'à la Seconde Guerre mondiale
La construction, entre 1897 et 1917, du chemin de fer entre Djibouti et Addis-Abeba ajoute une nouvelle dimension au territoire, en le consacrant comme une porte maritime de l'Éthiopie moderne.
Durant la Première Guerre mondiale, la colonie reste très largement en dehors du conflit, en particulier il ne s'y déroule pas d'événement militaire. La colonie est en « état de siège » à partir du 5 août 1914. À partir de 1916, des navires patrouillent en mer Rouge jusqu'au début de 1918. La principale activité militaire est l'engagement de tirailleurs.
Profitant ensuite de l'expansion économique qu'apporte le chemin de fer, le port se développe et la ville se bâtit peu à peu. Des ouvriers somalis et afars, construisent ces maisons qui constituent le cœur de la « ville européenne » et que l'on peut encore admirer, conservées dans leur esthétique originelle.

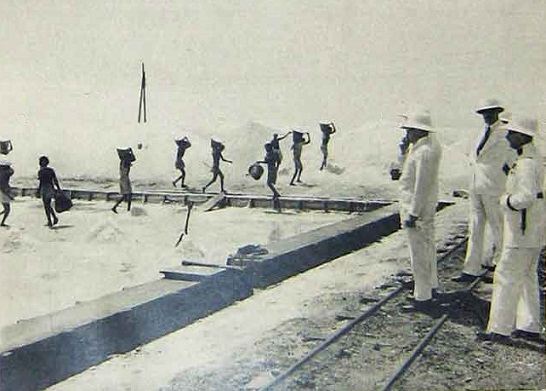
Le ministre des Colonies visitant les salines en 1931.

Jusqu'en 1939, le pays connaît un important développement économique, autour du port, du chemin de fer et des salines. Une nombreuse main-d'œuvre afflue dans la ville, principalement issue de territoires limitrophes (Éthiopie, Somalie britannique et Yémen principalement). L'invasion de l'Éthiopie par l'Italie en 1936 donne un coup de fouet temporaire à l'activité commerciale.
Durant la Seconde Guerre mondiale, les Alliés instaurent un blocus du pays dont les autorités choisissent de soutenir le gouvernement de Vichy. Une partie de la « population indigène » est expulsée de la ville de Djibouti, qui connaît alors une grave crise, voire une véritable famine. Le ralliement du territoire aux Alliés en décembre 1942 permet sa réintégration dans les circuits économiques.

### Fin de la période coloniale
À partir de la Seconde Guerre mondiale, la population de la ville de Djibouti croît rapidement, passant officiellement d'environ 17 000 habitants en 1947, à 40 000 au début des années 1960, 62 000 en 1967, 118 000 en 1972 pour dépasser 150 000 habitants au début des années 1980.
En 1949, Djibouti devient un port franc, sa nouvelle monnaie, le franc Djibouti, est rattaché au dollar américain. La même année, de violents affrontements entre des groupes identifiés comme « issas » et « gadabuursi » causent plusieurs dizaines de morts. Ils sont révélateurs des rivalités pour l'accès à la ressource que représente le travail disponible, en particulier au port. Ces tensions, qui ont déjà commencé avant la Seconde Guerre mondiale, durent jusqu'à la fin de la présence française, marquées par le renvoi des dockers yéménites, puis somalis.
La visite à Djibouti en août 1966 de Charles de Gaulle, qui se rendait en Asie de l'Est, donne lieu à des manifestations en faveur de l'indépendance. Vexé par cet accueil, le chef de l’État français refuse de recevoir les représentants de l'opposition. Le lendemain, la place où le général doit prononcer son discours est remplie de milliers de manifestants. Il donne l'ordre qu'on « déblaie la place » et les troupes françaises dispersent violemment la foule. Les autorités décomptent officiellement six morts et des centaines de blessés, mais des journaux estiment ce bilan sous-estimé. Après cette revendication d'indépendance suivie de conflits sociaux (grèves, manifestations), un barrage, gardé par des militaires et miné dans un premier temps, est érigé autour de la ville, officiellement pour contenir les migrations. Au moins plusieurs dizaines de personnes perdent la vie en tentant de le franchir. Dénoncé comme un « mur de la honte » par l'opposition, ce barrage ne sera démantelé qu'en 1982.
Cependant les tensions perdurent. Un référendum est organisé le 19 mars 1967 sur le maintien du territoire sous souveraineté française. Après un scrutin entaché de fraudes qu'il est difficile de quantifier, officiellement 60,6 % des votants approuvent un changement de la dénomination de la colonie, qui devient le territoire français des Afars et des Issas (TFAI). Ses structures de gouvernement sont modifiées mais restent sous la tutelle française. Les tensions politiques et sociales restent fortes. Le jour du vote, une manifestation est brutalement réprimée : douze personnes sont tuées. En novembre 1975, alors que les dernières colonies portugaises d'Afrique accèdent à l'indépendance, Pierre Messmer annonce un processus devant conduire à l'indépendance du territoire, qui est désormais l'ultime colonie européenne du continent. Les listes électorales sont ouvertes aux habitants pour leur permettre de s'exprimer. En juillet 1976, Ali Aref Bourhan, lié aux réseaux gaullistes, démissionne de la présidence du Conseil de gouvernement, il est remplacé par Abdallah Mohamed Kamil.
En 1976, des membres du Front de libération de la Côte des Somalis, qui cherchait à obtenir l'indépendance de Djibouti de la France, prennent en otage les enfants d'un car scolaire en route vers Loyada. Le GIGN intervient et tous les membres du commando indépendantiste et deux des enfants enlevés sont tués dans l'opération. Cet évènement participe à réduire la probabilité qu'un troisième référendum soit favorable à la France. Le coût prohibitif du maintien de la colonie, dernier avant-poste de la France sur le continent, est un autre facteur qui conduit les observateurs à douter que les Français tentent de s'accrocher encore au territoire.

### Djibouti indépendant

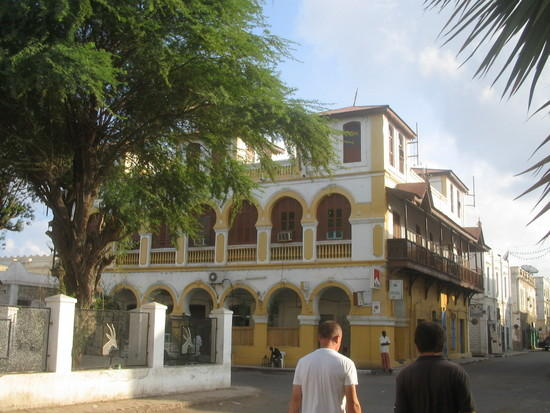
Le centre-ville de Djibouti en 2007.

Le 8 mai 1977, la population, consultée pour la troisième fois (après 1958 et 1967) choisit l'indépendance avec officiellement 98,8 % des suffrages exprimés. Elle est proclamée le 27 juin, avec la naissance de la République de Djibouti. Son premier président est Hassan Gouled Aptidon, et quatre premiers ministres se succèdent en un an et demi. Le dernier, Barkat Gourad Hamadou reste finalement en poste pendant 23 ans. En 1981, est imposé un système de parti unique.
À partir de 1991, une guerre oppose le gouvernement au Front pour la restauration de l'unité et la démocratie (FRUD), dirigé par Ahmed Dini, figure emblématique de l'opposition djiboutienne. Après un premier revers, l'armée reprend le contrôle du territoire en 1994. C'est alors qu'un traité est signé entre une partie du FRUD et le gouvernement djiboutien. Une partie plus radicale (le FRUD armé) n'intègre le processus de paix qu'en 2001.
En 1992, après le début de l'insurrection, une Constitution est adoptée par référendum. Elle prévoit un multipartisme partiel avec quatre partis. En 1999, Ismaïl Omar Guelleh devient président de la République. Il est réélu en 2005, puis, après une modification de la Constitution, en 2011, 2016 et 2021.
Le 10 juin 2008 éclate la guerre djibouto-érythréenne qui a opposé l'Érythrée à Djibouti autour du cap (ras) Douméra. Djibouti accuse Asmara d'avoir financé le mouvement armé anti-gouvernemental du Front pour la restauration de l’unité et la démocratie entre 1991 à 1994. L'Érythrée revendique la zone du cap Douméra, point littoral de la frontière entre les deux pays. En janvier 2009, par la résolution 1862, le Conseil de sécurité des Nations unies impose des sanctions contre l'Érythrée.
Au début de 2011, des manifestations inspirées par le Printemps arabe sont réprimées.
En 2013, les élections législatives aboutissent à une grave crise électorale et une répression du régime contre l'Union pour le salut national (USN), coalition des sept partis djiboutiens d'opposition. Elle aboutit à la signature entre cette dernière et le gouvernement d'un accord-cadre politique le 30 décembre 2014. Les dix députés de l'opposition qui commencent à siéger peu de temps après sont les premiers depuis l’indépendance.
En 2017, après les États-Unis, la France, l'Italie et le Japon, la Chine obtient de pouvoir y implanter une base militaire,. L'Espagne et l’Allemagne y ont aussi déployés de petits contingents.

## Politique

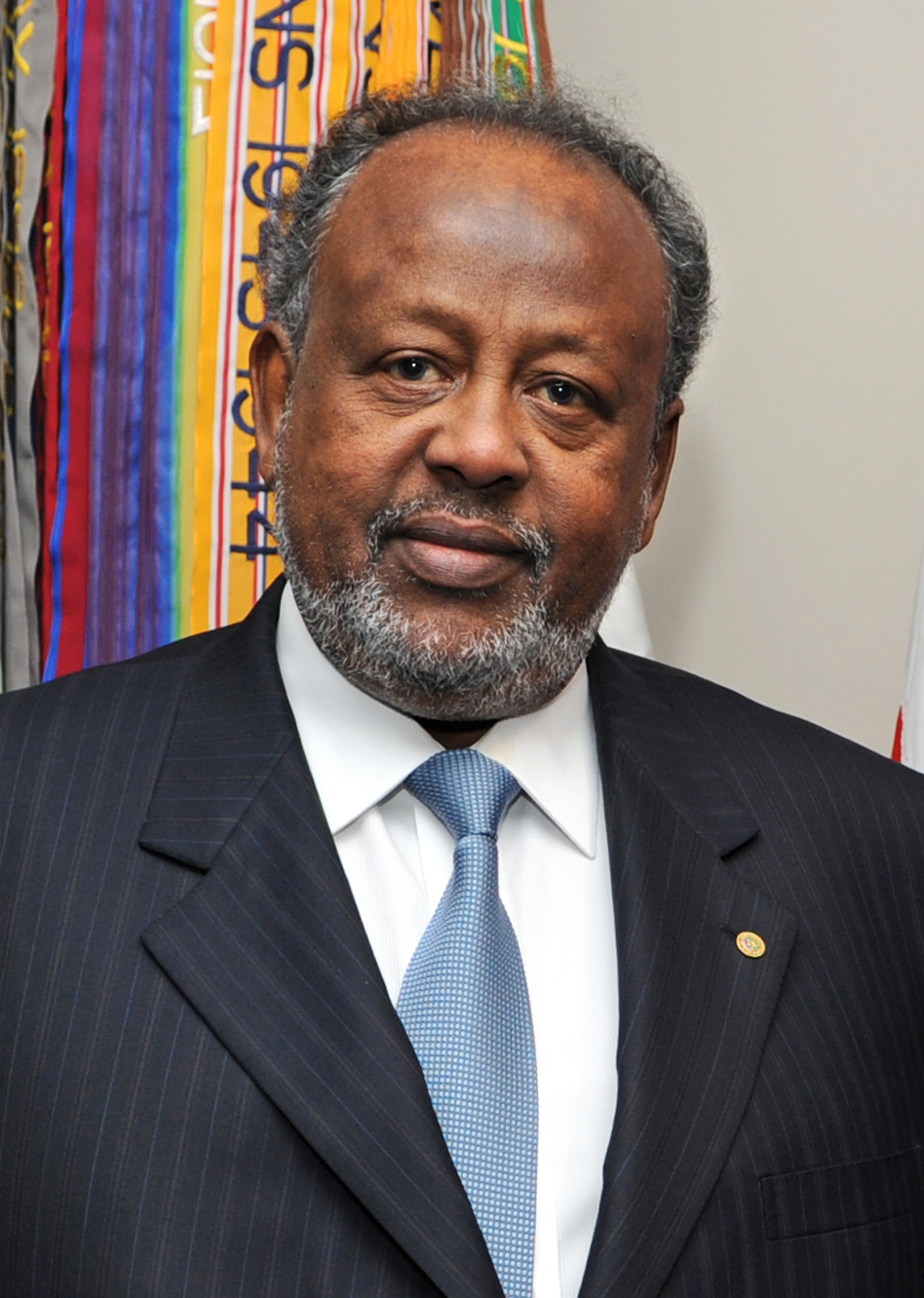
Ismail Omar Guelleh, Président de Djibouti

Djibouti est une république depuis son indépendance en 1977, elle organise ses premières élections législatives et élection présidentielle en 1981. Elle est sous le régime du parti unique jusqu'en 1992, date à laquelle est reconnu un multipartisme contrôlé et partiel. Elle suit le « principe » de séparation des pouvoirs : législatif, exécutif et judiciaire. Cependant, le système politique djiboutien est jugé encore très autoritaire et ne laissant que très peu de place à l'émergence d'une société civile pluraliste.
Le pays n'a connu aucune alternance politique depuis son indépendance. L'essentiel du pouvoir est détenu par une même famille : l'actuel président, Ismaïl Omar Guelleh, qui est le neveu de son prédécesseur, Hassan Gouled Aptidon.

### Organisations internationales
Djibouti est membre de nombreuses organisations internationales, en particulier l'Organisation des Nations unies (ONU) et ses sous ensembles (FAO, OMS, etc.), l'Union africaine (UA), la Ligue arabe, l'Autorité intergouvernementale pour le développement ; en outre elle est membre du Marché commun de l'Afrique orientale et australe (COMESA - Common Market for Eastern and Southern Africa), ainsi que de l'Autorité intergouvernementale pour le développement (IGAD - Intergovernmental Authority on Development), etc.
Djibouti est également membre du Fonds monétaire international (FMI) et de la Banque mondiale et de l'Organisation de la coopération islamique.

#### Francophonie
Le pays est aussi membre de l'Organisation internationale de la francophonie. Les régions de Dikhil et de Tadjourah sont membres de l'Association internationale des régions francophones. La ville de Djibouti est membre de l'Association internationale des maires francophones.

### Organisation territoriale

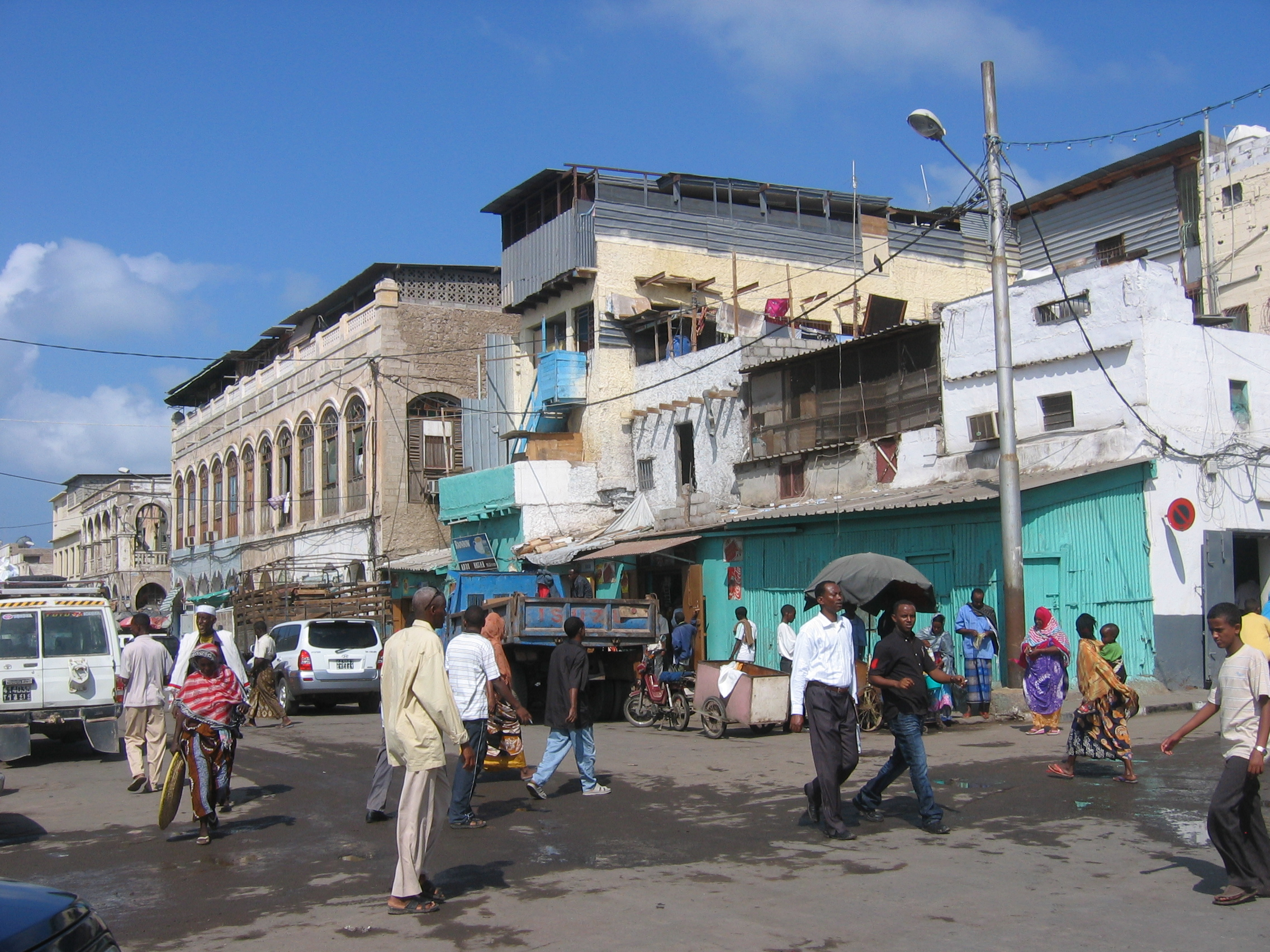
Une rue de la ville de Djibouti.

Djibouti est subdivisé en six régions administratives :
- Djibouti (la capitale et ses environs) ;
- Arta ;
- Ali Sabieh ;
- Dikhil ;
- Obock ;
- Tadjourah.

## Géographie

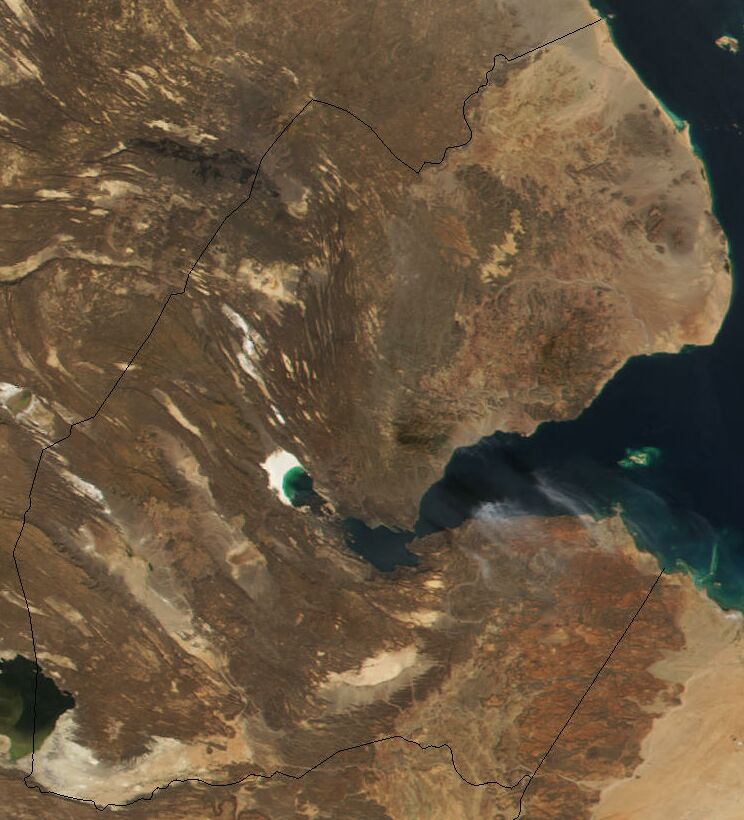
Une photo satellite de Djibouti.

Djibouti est situé dans la Corne de l'Afrique sur le golfe d'Aden et le Bab-el-Mandeb, à l'entrée sud de la mer Rouge. Djibouti a une superficie totale de 23 200 km2. Ses frontières s'étendent sur 506 km, dont 113 km sont partagés avec l'Érythrée, 337 km avec l'Éthiopie, et 58 km avec la Somalie. Le pays comprend 314 km de côtes.
Le point culminant de Djibouti est le mont Mousa Alli (2 028 m) à la jonction des frontières avec l'Érythrée et l'Éthiopie, au nord-ouest du pays. Le point le plus bas est le lac Assal, situé à 153 m au-dessous du niveau de la mer et point le plus bas du continent africain.
Djibouti possède huit chaînes de montagnes avec des pics de plus de 1 000 m. La chaîne Mousa Alli est considérée comme la plus haute chaîne de montagnes du pays, avec le plus haut sommet à la frontière avec l'Éthiopie et l'Érythrée. Il a une altitude de 2 028 m. Le désert de Grand Bara couvre des parties du sud de Djibouti dans les régions d'Arta, d'Ali Sabieh et de Dikhil. La plus grande partie se trouve à une altitude relativement basse, en dessous de 520 m.

### Démographie
Selon les résultats préliminaires du recensement de 2009, la République de Djibouti compte environ 818 159 habitants. La ville de Djibouti même concentre 475 350 habitants (soit environ 58 % de la population du pays).

### Climat
Djibouti bénéficie d'un climat désertique chaud (classification de Köppen BWh). Un climat aride chaud est inhabituel pour des latitudes aussi basses que celle de Djibouti. Les précipitations sont très rares, très faibles, irrégulières et très espacées dans le temps, avec une moyenne annuelle entre 50 et 180 mm qui varie selon les régions du pays. En moyenne, on enregistre entre 5 et 20 jours de pluie par an. Les fortes chaleurs sont constantes et perdurent tout au long de l'année. Les températures moyennes maximales varient de 27 °C durant les mois les plus « frais » à 43 °C durant les mois les plus chauds localement, notamment à Tadjourah. Bien que Djibouti soit un pays désertique et aride, le degré hygrométrique de l'air y est très élevé à cause de la proximité avec la mer et les fortes chaleurs associées à une forte humidité ambiante donnent un ressenti souvent lourd et désagréable. Cependant en s'enfonçant dans les terres, vers l'intérieur du pays, l'air devient plus sec et aussi plus chaud. Durant la saison chaude, un vent très chaud, très sec et parfois poussiéreux, le khamsin, souffle une cinquantaine de jours et est responsable de l'augmentation brutale des températures maximales (souvent supérieures à 45 °C). Le ciel est généralement clair avec une durée moyenne annuelle d'ensoleillement variant entre 3 200 et 3 600 heures avec une assez faible variation mensuelle. Le climat y est chaud, sec et ensoleillé toute l'année. Le climat désertique de Djibouti est très particulier du fait de sa proximité de l'équateur, ainsi la saisonnalité est réduite et les amplitudes thermiques journalières et annuelles sont anormalement basses pour un tel climat. Cependant, les endroits à altitudes élevées comme Randa par exemple bénéficient d'un climat moins chaud et surtout moins aride que les basses altitudes : celles-ci bénéficient d'un climat semi-aride chaud (classification de Köppen BSh) avec des précipitations supérieures à 250 mm par an et des températures maximales de 23 °C durant les mois les plus « frais » à 37 °C durant les mois les plus chauds.

### Eaux douces
L'estimation des eaux « renouvelables (de surface et de ruissellement) » reçues est de 345 millions de m3 par an. Cette eau, essentiellement en régime de crues, s'évapore rapidement (en partie à partir des lacs temporaires), est absorbée par le sol, ou drainée vers la mer, via un système hydrographique divisé en deux bassins, l'un orienté vers la mer Rouge et le golfe d'Aden (45 %) et l'autre vers les plaines de l'ouest du pays (55 %). Ces eaux de surface sont peu exploitées par les communautés rurales (citernes, petits barrages sur les impluviums), mais doivent l'être dans le futur en raison de la régression et dégradation des nappes. Une « direction des grands travaux » créée en 2007 au sein du ministère chargé de l'agriculture et des ressources hydrauliques doit y contribuer. Son premier chantier est la restauration du barrage en terre de Kourtimaley dans la région d'Arta. Le second est le barrage de l'oued Hamboukto qui doit dériver ses crues vers une dépression voisine. Un troisième projet est une retenue de 10 000 m3 sur le plateau de Digri, dans la région d'Ali Sabieh.

## Économie
la route transafricaine 6 N'Djamena-Djibouti passe par Djibouti.
Le produit intérieur brut par habitant est de l'ordre de 3 200 euros/an (estimation 2008) largement au-dessus de la moyenne africaine.
L'économie djiboutienne est très largement dépendante de son secteur tertiaire (82 % du PIB). La principale activité industrielle est le port de Djibouti, et maintenant son extension à Doraleh. En 2015, l'utilisation des ports djiboutiens par l’Éthiopie enclavée génère d'importantes ressources (80 % des importations et exportations éthiopiennes passent par Djibouti en 2015). Le pays est pauvre en activités industrielles (15 % du PIB) et surtout agricoles (3 % du PIB). Pour ses besoins alimentaires, Djibouti s'approvisionne auprès de ses voisins (Éthiopie, Somalie et Yémen) et, pour ce qui est des produits manufacturés, principalement de la France.
L'État est le principal employeur du pays, mais le pays connaît officiellement un très important taux de chômage (70 % des actifs). Les loyers versés par plusieurs pays pour l'implantation des bases militaires et, depuis le début du XXIe siècle, la venue des soldats américains et l'arrivée de nouvelles banques représentent une part importante du PIB. Le pays reçoit également une assistance internationale. La France apporte une aide économique au pays et participe à de nombreuses infrastructures, dont le lycée Joseph-Kessel dans le centre de Djibouti en 1991.
La République de Djibouti possède l’unique caisse d’émission (Currency Board) sur le continent africain, et ce depuis 1949. Le taux de change fixe de la monnaie nationale par rapport au dollar américain n'a pas changé depuis. Au cours de sa longue existence, la performance et la singularité de ce régime n’ont jamais été remises en cause.
Les trois quarts des Djiboutiens vivent avec moins de trois dollars par jour.

### Secteur industriel et minier
La république de Djibouti dispose d'importantes ressources telles que l'or, le cuivre, le zinc, ainsi que le fer et l'aluminium. L'existence de ressources naturelles diversifiées se confirme de plus en plus en République de Djibouti, comme avec la découverte de la présence de l'or dans la localité de Hess Daba dans la région de Dikhil en mai 2007.
Le pays est en revanche dépourvu de gaz et de pétrole.

#### Extraction du sel
Du début du XXe siècle aux années 1950, la Côte française des Somalis est un important producteur de sel, avec les salines qui entourent la ville de Djibouti. Au début des années 2000 commence une exploitation industrielle du sel du lac Assal.

## Éducation

### Recherche et enseignement supérieur
Djibouti dispose d'une université et d'un centre d'étude et de recherche (CERD). Deux écoles françaises faisant partie du réseau de l'AEFE se situent à Djibouti ville ; le Lycée Français Joseph Kessel et la Nativité.

## Santé

### Maladies endémiques
Les régions reculées ont un faible accès au système de soins alors que le pays doit faire face à diverses maladies comme le paludisme (entre octobre et février dans les régions susceptibles de permettre la reproduction des moustiques : villes, daï).
L'année 2006 est marquée par un cas humain de grippe aviaire, annoncé le jeudi 11 mai 2006 par Abdallah Abdillahi Miguil, ministre de la Santé, à la suite d'un prélèvement le 27 avril 2006. Le ministre ne précise ni le nom, ni l’état du malade, ni son origine, ni le lieu d’hospitalisation. Par ailleurs, selon la presse, trois poules domestiques sont affectées par le virus. Les tests de laboratoire sont effectués par le centre égyptien de collaboration de l'OMS, le laboratoire de référence de NAMRU III au Caire.

### Système de santé
Une réforme du secteur de la santé est entrepris avec une loi cadre d'orientation de la politique de santé, un cadre stratégique 2001-2011 et un Plan national de développement sanitaire 2002-2006. Au milieu de 2006, la Banque mondiale prolonge pour cinq ans le financement du Projet de développement du secteur de la santé (PDSS) et du projet de lutte intersectoriel contre le Sida (PLSPT).
Selon Abdallah Abdillahi Miguil, ex-ministre de la santé, le Centre de formation du personnel de santé va être transformé en un Institut de formation des cadres de la santé, et une faculté de médecine est prévue à Djibouti pour 2007. L'hôpital Peltier est le plus ancien établissement hospitalier de la ville de Djibouti. Il est complété par la maternité Dar el Hanan et l'hôpital Paul Faure, spécialisé dans la prise en charge de la tuberculose. Il faut noter aussi la présence de nombreux dispensaires qui tapissent les quartiers de la capitale et les régions. D'autres hôpitaux plus récents sont implantés à Balbala, Arta, Tadjourah notamment. Il existe également de nombreuses structures privées (hôpital Ar-Rahma, hôpital militaire soudanais, Clinique Affi...).
On note aussi la présence de l'USAID depuis 2003.
Une conférence régionale VIH/SIDA « Vulnérabilité des populations en mobilité » se tient à Djibouti, du 29 juin au 2 juillet 2006. Cependant, le Fonds mondial de lutte contre le sida, la tuberculose et le paludisme suspend ses financements en 2009 après avoir constaté d'importants détournements de fonds.
Une coopération Sud-Sud avec le Maroc et Cuba permet d'envoyer des étudiants djiboutiens en faculté de médecine au Maroc et à Cuba.

### Khat
Un élément marquant la situation sanitaire de Djibouti est l'importance de la consommation du khat, drogue douce apportée tous les midis par avion des hauts plateaux éthiopiens. Les consommateurs, principalement masculins et de toutes les couches sociales, « broutent » ou « khatent » jusqu'au soir, ce qui les met dans un état d'excitation temporaire avant de provoquer une lourde somnolence.
Cette passion locale représente une rentrée d'argent pour l'État par l'intermédiaire de la société concessionnaire mais entraîne une importante sortie de devises et assoupit une grande partie du pays à partir de 13 h.

## Culture

### Religion
La population est principalement musulmane et de nombreuses mosquées sont implantées dans tout le pays. La capitale comporte également des églises principalement des églises orthodoxes monophysites et des églises catholiques qui ont chacun une cathédrale dans le centre-ville de la capitale. Il existe également un temple protestant au centre de Djibouti.

### Langues
Le français et l'arabe sont les langues officielles du pays, utilisées en particulier pour l'éducation et l'administration. L'afar et le somali sont dites « langues nationales ». Dans la ville de Djibouti, ce sont les principales langues de la vie quotidienne.
Depuis l'installation d'une base militaire des États-Unis en 2002, l'anglais est plus présent.

### Fêtes et jours fériés
| Date          | Nom français       | Remarques                       |
| ------------- | ------------------ | ------------------------------- |
| 27 juin       | Fête nationale     | Commémoration de l'indépendance |
| 1er janvier   | Jour de l'an       |                                 |
| 1 mouharram   | Nouvel An musulman |                                 |
| date variable | Aïd al-Adha        |                                 |
| date variable | Aïd el-Fitr        |                                 |

### Journaux
La Nation, un quotidien gouvernemental, est le journal le plus lu à Djibouti. Il est l'héritier du Réveil de Djibouti, créé en 1943.
Al Qarn (en arabe : جريدة القرن) est un journal djiboutien de langue arabe. Son nom signifie littéralement « corne » en français, en référence à la Corne de l'Afrique. Il est fondé en 1997.

## Forces armées

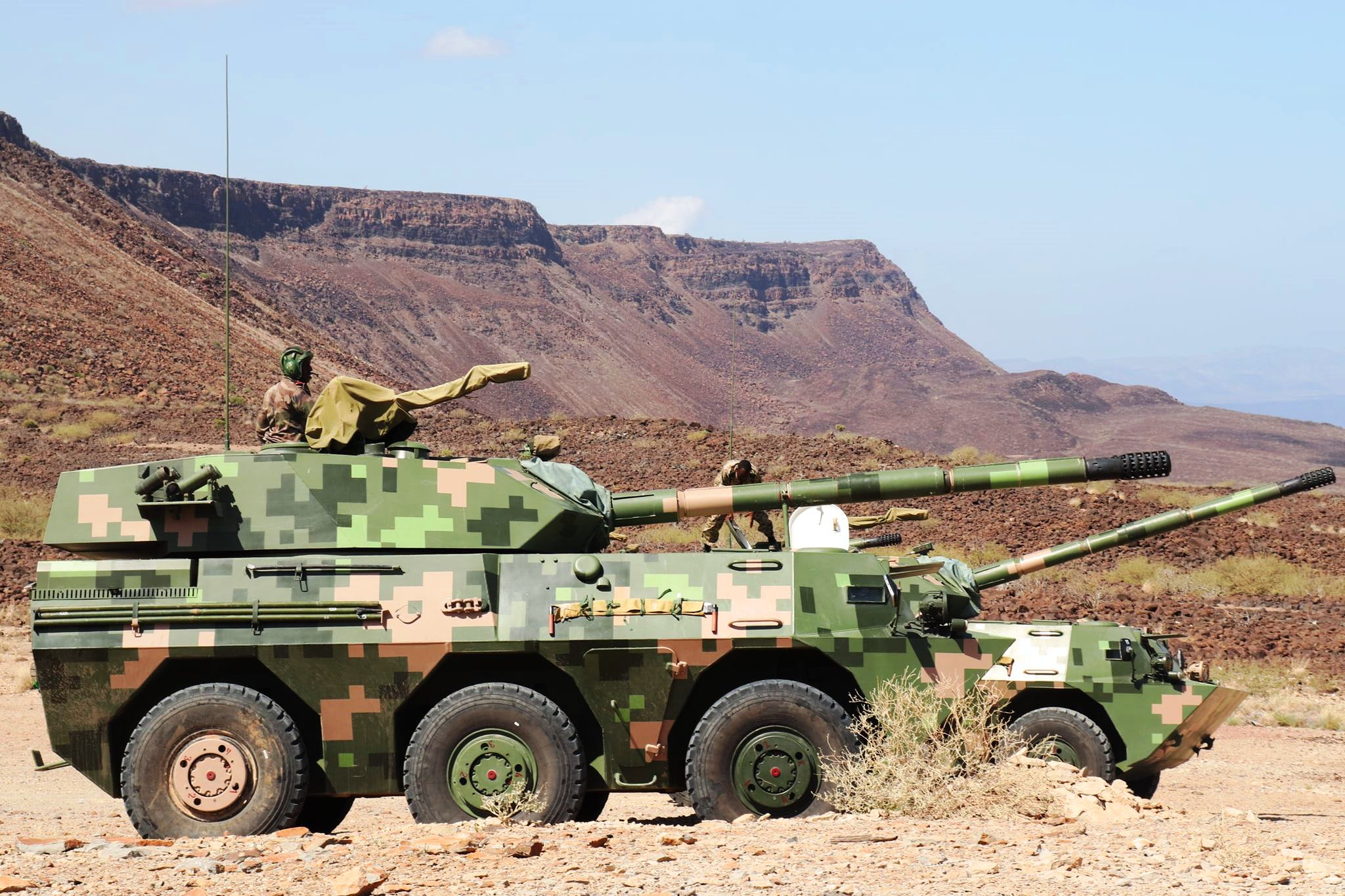
WMA-301 de l'armée Djiboutienne lors d'une démonstration à la base de Maryama.

Fondées en 1977, elles sont décomposées en une armée de terre, une armée de l'air ainsi qu'une marine de guerre et comprennent 13 000 membres actifs et 15 000 réservistes. Les forces armées djiboutiennes sont engagés depuis 2012 à la Mission de l'Union africaine en Somalie avec un contingent de 2 000 soldats.
Elles sont principalement équipées par la France, les États-Unis et le Japon.

## Forces de l'ordre
Djibouti, reprenant les traditions françaises, entretient une police nationale et une gendarmerie nationale.

## Bases militaires étrangères

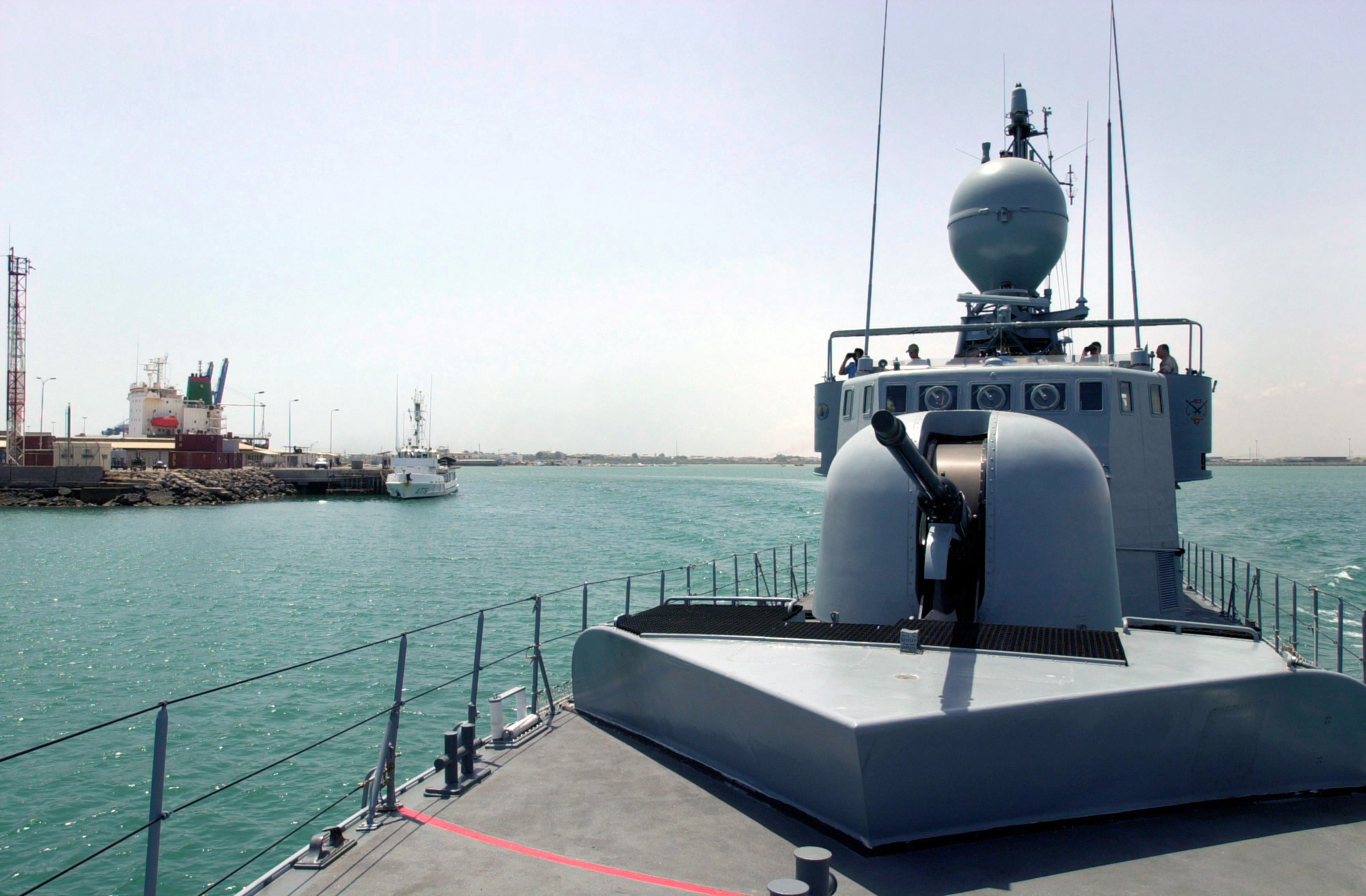
Un navire allemand dans le port de Djibouti en 2002 dans le cadre de la « guerre contre le terrorisme ».

Outre de nombreuses ambassades, Djibouti accueille depuis son indépendance en 1977 la plus grande base militaire française dans le monde, depuis 2002 la seule base américaine en Afrique continentale, la première base militaire du Japon à l'étranger depuis la Seconde Guerre mondiale, installée en 2011, une base militaire italienne depuis 2012, aussi la première base militaire italienne à l'étranger depuis la Seconde Guerre mondiale et une base chinoise depuis 2017. Des contingents espagnol et allemand sont présents sur les sites français, les Allemands ayant toutefois quitté le site en 2021. Un accord est signé en 2018 pour une base saoudienne mais elle ne s'est pas concrétisée. Des demandes russes et iraniennes sont rejetées.
Ces bases militaires assurent des recettes importantes au pays sous forme de loyers rapportant, en 2017, 128 millions d'euros soit 3 % du PIB.

### Armée française
La France est, en 2019, la seule nation ayant une base à Djibouti à avoir un accord de défense envers ce pays. Elle possède d'importantes infrastructures militaires à Djibouti sur 418 hectares dont la base aérienne 188 Djibouti qui accueille les Mirage 2000D et 2000-5F de l'escadron de chasse 3/11 Corse ainsi que le 5e régiment interarmes d'outre-mer (5e RIAOM), un détachement des commandos marine. L'armée de terre anime également le centre d'entraînement au combat d'Arta Plage ainsi que le centre d'aguerrissement et d'instruction au désert de Djibouti et la voie de l'inconscient. Le 31 juillet 2011, la 13e demi-brigade de Légion étrangère (13e DBLE) quitte Djibouti pour s'implanter à Abou Dabi.
Fin 2011, le dispositif militaire français compte 2 162 militaires dont 750 de l'Armée de terre, 462 de l'Armée de l'air et 209 de la Marine nationale.
Au 30 juin 2011, sont déployés :
- sept avions de combat Mirage 2000 ;
- un avion de transport CASA CN-235 ;
- six hélicoptères de transport Puma et Cougar ;
- deux hélicoptères Gazelle ;
- douze engins blindés AMX-10 RC.

Les effectifs sont en début de 2015 de 1 950 personnes. À cette date, on prévoit qu'ils seront de 1 350 personnes à l'été 2017.
La France dispose également d'une station d'écoute pouvant couvrir toute la péninsule arabique et une partie du Proche-Orient.

### Armée américaine
Les États-Unis ont une présence militaire et diplomatique, et les familles des soldats restent en général aux États-Unis. Pour les Américains, Djibouti, pays en paix, se situe en « zone de combat », au même titre que l'Irak ou l'Afghanistan. Les attentats contre les ambassades des États-Unis à Nairobi (Kenya) et à Dar es Salam (Tanzanie) en 1998, ainsi que l'attaque du destroyer USS Cole dans le port d'Aden en 2000, conduisent l'administration américaine à ouvrir une importante base militaire à Djibouti en 2002 pour surveiller le détroit de Bab-el-Mandeb.
Le 11 décembre 2002, le secrétaire d'État à la défense Donald Rumsfeld annonce officiellement l'installation de neuf-cents soldats des forces spéciales dans une ancienne base des Troupes de marine françaises, le camp Lemonnier dont les emprises représentent 200 hectares. Parallèlement, la radio Voice of America commence à émettre en arabe comme en anglais. La force militaire américaine compte 1 800 soldats à Djibouti en 2008 et 4 000 en 2021. Son objectif principal est de sécuriser le détroit de Bab-el-Mandeb avec l'armée française. Depuis quelques années, le Pentagone se sert en outre de cette base militaire pour piloter ses drones visant des personnalités résidant au Yémen et soupçonnées d'appartenir à Al-Qaïda dans la péninsule arabique. Si les opérations semblent avoir été quelque peu délaissées entre 2002 et 2011, elles reprennent en mai 2011 avec l'échec d'une tentative d'assassinat par drone de l'islamiste d'origine américaine Anwar al-Awlaqi finalement tué en septembre 2011.
En 2013, l'installation de 46 drones Predator, de 1 100 commandos et d'une vingtaine de F-15 est prévue mais à la suite du manque de moyens devant l'émergence de nouvelles missions, le 60th Expeditionary Reconnaissance Squadron qui opère les drones MQ-1 Predator est dissous en octobre 2015, et ses moyens sont redéployés. Ceux-ci effectuent une centaine de frappes de 2010 à 2015.

### Armée allemande
En janvier 2002, Djibouti et l'Allemagne signent un accord sur le statut des troupes allemandes présentes dans le pays dans le cadre de la lutte anti-terroriste. Depuis, l'Allemagne entretient une petite installation militaire.

### Armée japonaise
La lutte contre la piraterie autour de la Corne de l'Afrique incite plusieurs pays à utiliser Djibouti comme base logistique pour leurs flottes. En avril 2010 est annoncée la construction à Djibouti de la première base permanente des Forces japonaises d'autodéfense à l'étranger. Cette base militaire de 12 hectares dont la construction débute durant l'été 2010 coûte 42 millions d'euros. Elle est inaugurée le 7 juillet 2011 et accueille 600 personnes,. Il s'agit de la première base militaire du Japon à l’étranger depuis la fin de la Seconde Guerre mondiale.

### Armée chinoise
Depuis le 1er août 2017, la marine chinoise dispose d'une base navale le long d'un quai du nouveau port de Djibouti. Il est prévu que la nouvelle base chinoise accueille officiellement 400 personnes mais elle peut abriter jusqu'à 10 000 militaires. Cette base officiellement qualifiée de logistique inscrit Djibouti dans le projet de la « nouvelle route de la soie ». La Chine a en effet besoin de protéger les voies maritimes utilisées pour le transport des matières premières comme le pétrole.

## Divers
- Population : 858 767 habitants (en 2012). 0-14 ans : 35 % ; 15-64 ans : 62 % ; plus de 65 ans : 3,45 %.
- Superficie : 23 200 km2.
- Densité : 21 hab./km2.
- Frontières terrestres : 516 km (Éthiopie 349 km ; Érythrée 109 km ; Somalie 58 km).
- Littoral : 314 km (dont une partie commune avec le Yémen).
- Altitudes extrêmes : - 155 m > + 2 028 m.
- Espérance de vie des hommes : 57,93 ans (en 2010)[58].
- Espérance de vie des femmes : 62,79 ans (en 2010)[58].
- Taux de croissance de la population : 2,164 % (en 2010)[58].
- Taux de natalité : 26,34 ‰ (en 2010)[58].
- Taux de mortalité : 8,53 ‰ (en 2010)[58].
- Taux de mortalité infantile : 58,33 ‰ (en 2010)[58].
- Taux de fécondité : 2,79 enfants/femme (en 2010)[58].
- Taux de migration : inconnu (en 2010)[58].
- Indépendance : 27 juin 1977 (ancienne colonie française).
- Lignes de téléphone : 164 800 (en 2008)[58].
- Téléphones portables : 360 100 (en 2012)[58].
- Postes de radio : 52 000 (en 2009).
- Postes de télévision : 96 000 (en 2012).
- Utilisateurs d'Internet : 86 000 (en 2012)[58].
- Nombre de fournisseurs d'accès Internet : 1 (en 2000) ; Djibouti Telecom ADSL/Fibre Optique (en 2017).
- Routes : 6 000 km (dont 1 226 km goudronnés en 2012).
- Voies ferrées : 100 km[58].
- Voies navigables : 0 km.
- Nombre d'aéroports : 1 (en 2010)[58] : aéroport international Ambouli.